# VIXX LR
VIXX LR (en hangul, 빅스 LR) es la primera subunidad oficial del grupo surcoreano VIXX formada por Jellyfish Entertainment. Establecido en agosto de 2015, VIXX LR está compuesto por el vocalista principal de VIXX, Leo y el rapero Ravi. La subunidad debutó con su primer miniálbum, titulado Beautiful Liar el 17 de agosto de 2015.

## Origen del nombre
El nombre de VIXX LR es una combinación de VIXX  y las iniciales de los nombres de miembros, con «L» de Leo y «R» de Ravi. En una entrevista en Pops in Seoul, VIXX LR dijo que el nombre también venía de «left» y «right» lo que significaba que sus cualidades contrastantes e imágenes creaban armonía cuando estaban en el escenario.  Las letras «L» y «R» también representaron la primera letra y última letra de la palabra LiaR de su miniálbum debut Beautiful Liar y su sencillo principal.

## Historia

### 2015-presente: Debut conBeautiful Liar
El 7 de agosto de 2015, Jellyfish Entertainment publicó un tráiler del sitio web oficial de VIXX después de una misteriosa cuenta regresiva con una silueta del último disco especial de VIXX, Boys' Record. Con el paso del tiempo, los miembros de VIXX desaparecieron hasta que finalmente quedaron solo Leo y Ravi, lo que hizo que los fanáticos especularan con que eso significaba otro regreso para los seis miembros. Entonces un tráiler de un vídeo de VIXX LR fue revelado.
VIXX LR fue confirmado por la compañía del grupo como la primera subunidad oficial de VIXX compuesta por el rapero Ravi y el vocalista Leo. En el mismo día VIXX LR celeró su primer escaparate para Beautiful Liar en Yes24 Muv Hall en Mapo-gu. El dúo empezó a promover el 16 de agosto en su primera aparición en The Show de SBS MTV.
VIXX LR debutó en la lista de Billboard World Albums en la posición número dos y en la misma posición en Gaon Album Chart de Corea del Sur. El 1 de septiembre VIXX LR ganó su primer premio en un programa musical desde su debut en The Show de SBS MTV con 9.464 de los votos, haciéndolos tener el segundo mayor puntaje de todos los tiempos, detrás de su grupo principal VIXX con «Error». El 4 de septiembre de 2015, VIXX LR terminó su ciclo promocional de tres semanas para Beautiful Liar en Music Bank de KBS2  con una actuación.
«Beautiful Liar» fue nominado en dos premios en Mnet Asian Music Awards de 2015 en Mejor Colaboración y Unidad y Canción del Año. En enero de 2016, el subgrupo celebró varios escaparates en Nagoya, Tokio y Osaka como parte de su showcase tour Beautiful Liar en Japón.

## Discografía

### EP
| Beautiful Liar                                                                             | - Lanzamiento: 17 de agosto de 2015 - Discográfica: Jellyfish Entertainment, CJ E&M - Formato: CD, descarga digital | 2 | 1 | 18 | 2 | - COR: 138 267 |
| «─» indica que el lanzamiento no se posicionó en la lista o no se lanzó en ese territorio. | |   |   |    |   |                |

### Sencillo
| «Beautiful Liar»                                                                           | 2015 | 21 | 8 | - COR (DL): 115 190+ | Beautiful Liar |
| «─» indica que el lanzamiento no se posicionó en la lista o no se lanzó en ese territorio. |      |    |   |                      |                |

### Otras canciones
| Año  | Título         | Mejores posiciones | Álbum          |
| Año  | Título         | Gaon Chart         | Álbum          |
| ---- | -------------- | ------------------ | -------------- |
| 2015 | «Remember»     | 71                 | Beautiful Liar |
| 2015 | «Words to Say» | 74                 | Beautiful Liar |
| 2015 | «My Light»     | 91                 | Beautiful Liar |

### Vídos musicales
| Año  | Canción          | Notas |
| ---- | ---------------- | ----- |
| 2015 | «Beautiful Liar» | ─     |

## Conciertos
- 2015: VIXX LR Beautiful Liar Showcase
- 2016: VIXX LR 1st LIVE SHOWCASE TOUR Beautiful Liar in Japan

## Premios y nominaciones
| Año  | Premio                  | Categoría                    | Trabajo nominado | Resultado | Ref           |
| ---- | ----------------------- | ---------------------------- | ---------------- | --------- | ------------- |
| 2015 | Mnet Asian Music Awards | Mejor Colaboración y Unidad  | «Beautiful Liar» | Nominados | [ 25 ]        |
| 2015 | Mnet Asian Music Awards | Canción del Año              | «Beautiful Liar» | Nominados | [ 26 ]        |
| 2015 | KMC Radio Awards        | Mejor subunidad/Colaboración | «Beautiful Liar» | Ganadores | [ 27 ] [ 28 ] |
| 2015 | KMC Radio Awards        | Canción del Año              | «Beautiful Liar» | Nominados | ─             |

### Programas de música

#### The Show
| Año  | Fecha           | Canción          | Ref    |
| ---- | --------------- | ---------------- | ------ |
| 2015 | 1 de septiembre | «Beautiful Liar» | [ 14 ] |